# SNCAO CAO.600
Le SNCAO CAO.600 est un avion militaire français de l’époque de la Seconde Guerre mondiale. Ce monoplan à aile basse, bimoteur et triplace, fut conçu comme avion d'observation et bombardier-torpilleur. Il était prévu pour opérer à partir des nouveaux porte-avions de la Marine nationale française. Il effectua son premier vol le 21 mars 1940 mais un seul exemplaire fut construit avant l’abandon du projet consécutif à la défaite de la France en juin 1940,,.

## Conception
En 1937, le Service Technique de l'Aéronautique émit une demande afin de remplacer les vieux biplans Levasseur PL.7 et Levasseur PL.101, notamment en prévision des futures escadrilles devant équiper les porte-avions de classe Joffre. 
La fiche émise par le ministère de l'Air exigeait un appareil capable d'agir en tant que bombardier-torpilleur et appareil de reconnaissance, atteignant les 300 km/h et possédant une autonomie de 3h30 en cas de mission de bombardement, et 6h en cas de vol de reconnaissance. Fait inhabituel pour l'époque, la demande spécifiait que le nouvel avion devait être bimoteur, et comporter un deuxième membre d'équipage au poste de bombardier et un troisième en cas de vol de reconnaissance. 
Une première commande fut passée le 15 juin 1939 pour deux prototypes auprès de la Société Nationale des Constructions Aéronautiques de l'Ouest (SNCAO), en même temps qu'une commande similaire de deux appareils pour l'autre projet en compétition, le D.750, conçu par la Société Nationale des Constructions Aéronautiques du Midi (SNCAM).
Le projet de la SNCAO, le SNCAO CAO.600, était un monoplan entièrement en métal doté de trains d'atterrissage rétractables et d'ailes "en mouette", propulsé par deux moteurs Gnome et Rhône 14M en double étoile.

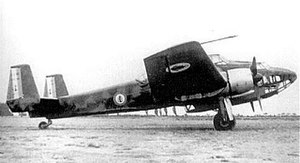
SNCAO CAO.600

### Aéronefs comparables
- Dewoitine D.750
- Breguet Br.810
- Latécoère 299
- Nakajima B5N
- Douglas TBD Devastator
- Fairey Albacore